# 住友生命本社ビル
住友生命本社ビル（すみともせいめいほんしゃビル）は、大阪市中央区の大阪ビジネスパーク（OBP）に所在する高層ビルである。4大生保の一つである住友生命保険が大阪本社を置く。

## 概要
OBPの住友生命ブロックにあった住友生命電算センター跡地に建設され、2001年（平成13年）7月に竣工した。街区内のホテルニューオータニ大阪、OBPキャッスルタワー、住友生命OBPプラザビル（住友生命いずみホール）とは、2階部分でペデストリアンデッキによって接続する。
従前、大阪本社ビルがあった土地には、中之島セントラルタワーが建てられた。

## 交通アクセス
- JR大阪環状線・JR東西線、京阪 京橋駅より徒歩約10分
- JR大阪環状線大阪城公園駅より徒歩約5分
- 鶴見緑地線 大阪ビジネスパーク駅より徒歩約8分